# Diocesi di Montego Bay
La diocesi di Montego Bay (in latino Dioecesis Sinus Sereni) è una sede della Chiesa cattolica in Giamaica suffraganea dell'arcidiocesi di Kingston. Nel 2023 contava 10.485 battezzati su 658.100 abitanti. La sede è vacante.

## Territorio
La diocesi comprende le seguenti parrocchie civili della Giamaica: St. James, Trelawny, St. Ann, Westmoreland e Hanover.
Sede vescovile è la città di Montego Bay, dove si trova la cattedrale del Santissimo Sacramento (Blessed Sacrament Cathedral).
Il territorio si estende su 3.878 km² ed è suddiviso in 15 parrocchie.

## Storia
La diocesi è stata eretta il 14 settembre 1967 con la bolla Sicut providus di papa Paolo VI, ricavandone il territorio dalla diocesi di Kingston, che lo stesso giorno è stata elevata al rango di arcidiocesi metropolitana.
Il 15 aprile 1991 ha ceduto una porzione del suo territorio a vantaggio dell'erezione della diocesi di Mandeville.

## Cronotassi dei vescovi
Si omettono i periodi di sede vacante non superiori ai 2 anni o non storicamente accertati.
- Edgerton Roland Clarke † (14 settembre 1967 - 11 novembre 1994 nominato arcivescovo di Kingston in Giamaica)
- Charles Henry Dufour (6 dicembre 1995 - 15 aprile 2011 nominato arcivescovo di Kingston in Giamaica)
  - Sede vacante (2011-2013)
- Burchell Alexander McPherson (11 aprile 2013 - 16 ottobre 2023 dimesso)
  - John Derek Persaud,[1] dal 16 ottobre 2023 (amministratore apostolico)

## Statistiche
La diocesi nel 2023 su una popolazione di 658.100 persone contava 10.485 battezzati, corrispondenti all'1,6% del totale.
| anno | popolazione | popolazione | popolazione | presbiteri | presbiteri | presbiteri | presbiteri                | diaconi | religiosi | religiosi | parrocchie |
| anno | battezzati  | totale      | %           | numero     | secolari   | regolari   | battezzati per presbitero | diaconi | uomini    | donne     | parrocchie |
| ---- | ----------- | ----------- | ----------- | ---------- | ---------- | ---------- | ------------------------- | ------- | --------- | --------- | ---------- |
| 1968 | 22.000      | 700.000     | 3,1         | 22         | 1          | 21         | 1.000                     |         | 22        | 48        | 17         |
| 1976 | 21.673      | 767.369     | 2,8         | 25         | 1          | 24         | 866                       |         | 25        | 44        | 17         |
| 1980 | 19.800      | 654.000     | 3,0         | 22         | 1          | 21         | 900                       |         | 23        | 42        |            |
| 1990 | 15.974      | 875.000     | 1,8         | 20         | 1          | 19         | 798                       | 1       | 19        | 28        | 38         |
| 1999 | 9.096       | 789.256     | 1,2         | 18         | 13         | 5          | 505                       | 2       | 5         | 16        | 31         |
| 2000 | 12.380      | 619.000     | 2,0         | 14         | 13         | 1          | 884                       | 2       | 1         | 16        | 31         |
| 2001 | 13.044      | 621.100     | 2,1         | 11         | 8          | 3          | 1.185                     | 7       | 5         | 14        | 37         |
| 2002 | 13.201      | 732.201     | 1,8         | 17         | 13         | 4          | 776                       | 7       | 6         | 16        | 37         |
| 2003 | 15.789      | 940.160     | 1,7         | 19         | 14         | 5          | 831                       | 6       | 8         | 18        | 37         |
| 2004 | 14.926      | 822.100     | 1,8         | 11         | 8          | 3          | 1.356                     | 6       | 7         | 20        | 15         |
| 2013 | 8.200       | 646.300     | 1,3         | 14         | 11         | 3          | 585                       | 12      | 5         | 12        | 10         |
| 2016 | 10.350      | 650.434     | 1,6         | 15         | 12         | 3          | 690                       | 11      | 6         | 17        | 12         |
| 2019 | 10.430      | 654.000     | 1,6         | 15         | 12         | 3          | 695                       | 9       | 5         | 15        | 13         |
| 2021 | 10.440      | 654.960     | 1,6         | 14         | 11         | 3          | 745                       | 8       | 5         | 19        | 14         |
| 2023 | 10.485      | 658.100     | 1,6         | 11         | 9          | 2          | 953                       | 7       | 4         | 21        | 15         |